# Ядана – Янгон
Ядана – Янгон – газопровід у М'янмі, споруджений для подачі блакитного палива до головного економічного центру країни.
З 2001 року до Янгону вже подавали продукцію офшорних родовищ Андаманського моря за рахунок газопроводу Канбаук – Янгон. В подальшому вирішили створити ще один маршрут шляхом прямого сполучення столичного регіону з родовищем Ядана. Для цього в 2010-му ввели в дію газопровід довжиною 287 км (з них 151 км офшорна ділянка) та діаметром 600 мм. Пропускна здатність трубопроводу розрахована на транспортування 4,2 млн м3 на добу.
У Янгоні блакитне паливо передусім необхідне об’єктам електроенергетики, як державним (ТЕС Ахлон, ТЕС Хлавга, ТЕС Йвама, ТЕС Такета), так і приватним (ТЕС Ахлон від Toyo Thai, ТЕС Такета від U-Energy  та інші).
Учасниками проекту стали компанії, які здійснюють розробку Ядани – Chevron (41.1016%), таїландська PTT (37,0842%) та місцева державна Myanma Oil and Gas Enterprise (21,8142%). В 2022 році на тлі чергового військового перевороту Chevron оголосила про вихід з м’янмарського проекту, після чого операторство перейшло до PTT.